# Wereldbeker snowboardcross 2005/2006
De wereldbeker snowboardcross in 2005/2006 bestond uit negen wedstrijden, zowel bij de mannen als bij de vrouwen. 
Bij allebei de geslachten was het voornamelijk een Canadese aangelegenheid. De gerenommeerde wintersportlanden deden wel van zich spreken, maar konden niet voorkomen dat Canada bij zowel de mannen als bij de vrouwen met het goud en zilver in de wereldbekereindstand naar huis ging. Jasey-Jay Anderson bij de mannen en Dominique Maltais bij de vrouwen waren de sterksten.

## Mannen

### Wedstrijden
| nr. | locatie           | land | winnaar            | land |
| --- | ----------------- | ---- | ------------------ | ---- |
| 1.  | Valle Nevado      | CHI  | Xavier Delerue     | FRA  |
| 2.  | Valle Nevado      | CHI  | Lukas Grüner       | AUT  |
| 3.  | Saas-Fee          | SUI  | Nate Holland       | USA  |
| 4.  | Whistler Mountain | CAN  | Alberto Schiavon   | ITA  |
| 5.  | Whistler Mountain | CAN  | Jasey-Jay Anderson | CAN  |
| 6.  | Bad Gastein       | AUT  | Drew Neilson       | CAN  |
| 7.  | Bad Gastein       | AUT  | Mario Fuchs        | AUT  |
| 8.  | Kronplatz         | ITA  | Jason Smith        | CAN  |
| 9.  | Furano            | JPN  | Michal Novotny     | CZE  |

### Eindklassement Wereldbeker
| rang   | naam               | land | punten |
| ------ | ------------------ | ---- | ------ |
| Goud   | Jasey-Jay Anderson | CAN  | 3950   |
| Zilver | Drew Neilson       | CAN  | 3606   |
| Brons  | Xavier Delerue     | FRA  | 3372   |
| 4      | Nate Holland       | USA  | 3230   |
| 5      | Marco Huser        | SUI  | 2837   |
| 6      | Seth Wescott       | USA  | 2770   |
| 7      | Lukas Grüner       | AUT  | 2560   |
| 8      | Paul-Henri Delerue | FRA  | 2440   |
| 9      | Mario Fuchs        | AUT  | 2418   |
| 10     | Jason Smith        | USA  | 2200   |
| 11     | Tom Velisek        | CAN  | 1699   |
| 12     | Alberto Schiavon   | ITA  | 1696   |
| 13     | Pierre Vaultier    | FRA  | 1632   |
| 14     | Jayson Hale        | USA  | 1545   |
| 15     | Dieter Krassnig    | AUT  | 1506   |
| 16     | Radoslav Zidek     | SVK  | 1464   |
| 17     | Jonte Grundelius   | SWE  | 1455   |
| 18     | Shaun Palmer       | USA  | 1450   |
| 19     | Vincent Valery     | FRA  | 1424   |
| 20     | Stefano Pozzolini  | ITA  | 1420   |

## Vrouwen

### Wedstrijden
| nr. | locatie           | land | winnaar            | land |
| --- | ----------------- | ---- | ------------------ | ---- |
| 1.  | Valle Nevado      | CHI  | Lindsey Jacobellis | USA  |
| 2.  | Valle Nevado      | CHI  | Déborah Anthonioz  | FRA  |
| 3.  | Saas-Fee          | SUI  | Marie Laissus      | FRA  |
| 4.  | Whistler Mountain | CAN  | Julie Pomagalski   | FRA  |
| 5.  | Whistler Mountain | CAN  | Doresia Krings     | AUT  |
| 6.  | Bad Gastein       | AUT  | Dominique Maltais  | CAN  |
| 7.  | Bad Gastein       | AUT  | Mellie Francon     | SUI  |
| 8.  | Kronplatz         | ITA  | Sandra Frei        | SUI  |
| 9.  | Furano            | JPN  | Dominique Maltais  | CAN  |

### Eindklassement Wereldbeker
| rang   | naam                 | land | punten |
| ------ | -------------------- | ---- | ------ |
| Goud   | Dominique Maltais    | CAN  | 4690   |
| Zilver | Maëlle Ricker        | CAN  | 4010   |
| Brons  | Doresia Krings       | AUT  | 3710   |
| 4      | Olivia Nobs          | SUI  | 3360   |
| 5      | Mellie Francon       | SUI  | 3040   |
| 6      | Lindsey Jacobellis   | USA  | 2950   |
| 7      | Julie Pomagalski     | FRA  | 2900   |
| 8      | Karine Ruby          | FRA  | 2890   |
| 9      | Tanja Frieden        | SUI  | 2820   |
| 10     | Déborah Anthonioz    | FRA  | 2710   |
| 11     | Sandra Frei          | SUI  | 2630   |
| 12     | Erin Simmons         | CAN  | 2400   |
| 13     | Marie Laissus        | FRA  | 2180   |
| 14     | Morgane Fleury       | FRA  | 2160   |
| 15     | Alexandra Jekova     | BUL  | 1970   |
| 16     | Carmen Ranigler      | ITA  | 1640   |
| 17     | Kathrin Kellenberger | SUI  | 1380   |
| 18     | Leslee Olson         | USA  | 1260   |
| 19     | Yvonne Müller        | SUI  | 1240   |
| 20     | Doris Günther        | AUT  | 1235   |
| 58     | Sonja Hanemaaijer    | NED  | 36     |